# Tom Ingelsby
Thomas J. Ingelsby, detto Tom (Filadelfia, 12 febbraio 1951), è un ex cestista statunitense, professionista nella NBA e nella ABA.

## Carriera
Venne selezionato dagli Atlanta Hawks al secondo giro del Draft NBA 1973 (27ª scelta assoluta).